# Campeonato Panamericano de Béisbol Sub-14 de 2010
El Campeonato Panamericano de Béisbol Sub-14 de 2010 con categoría Juvenil A, se disputó en Managua, Nicaragua del 23 de julio al 1 de agosto de 2010. El oro se lo llevó Venezuela por cuarta vez.

## Equipos participantes
- Brasil
- Costa Rica
- Ecuador
- El Salvador
- Estados Unidos
- Honduras
- México
- Nicaragua
- Panamá
- Venezuela

## Resultados
| Posición | Selección      |
| -------- | -------------- |
|          | Venezuela      |
|          | México         |
|          | Estados Unidos |
| 4°       | Brasil         |
| 5°       | Panamá         |
| 6°       | Nicaragua      |
| 7°       | Honduras       |
| 8°       | Ecuador        |
| 9°       | El Salvador    |
| 10°      | Costa Rica     |